# Municipio de Greencastle (Iowa)
El municipio de Greencastle (en inglés: Greencastle Township) es un municipio ubicado en el condado de Marshall en el estado estadounidense de Iowa. En el año 2010 tenía una población de 1059 habitantes y una densidad poblacional de 11,25 personas por km².

## Geografía
El municipio de Greencastle se encuentra ubicado en las coordenadas 41°53′45″N 92°48′46″O / 41.89583, -92.81278. Según la Oficina del Censo de los Estados Unidos, el municipio tiene una superficie total de 94.13 km², de la cual 94,03 km² corresponden a tierra firme y (0,1 %) 0,09 km² es agua.

## Demografía
Según el censo de 2010, había 1059 personas residiendo en el municipio de Greencastle. La densidad de población era de 11,25 hab./km². De los 1059 habitantes, el municipio de Greencastle estaba compuesto por el 98,49 % blancos, el 0,47 % eran afroamericanos, el 0,19 % eran amerindios, el 0,09 % eran asiáticos, el 0,47 % eran de otras razas y el 0,28 % eran de una mezcla de razas. Del total de la población el 2,83 % eran hispanos o latinos de cualquier raza.